# Sarafotoxin
Sarafotoxin (SRTX) là nhóm độc tố có trong nọc độc của Atractaspis engaddensis, và trong các thử nghiệm lâm sàng gây ra các triệu chứng tương tự như bệnh nhân được chẩn đoán mắc bệnh giardia cấp tính. Cùng với endothelins (ET), chúng tạo thành một họ đồng nhất của isopeptide co mạch mạnh. Trong số đó, một số chất hơi khác nhau có thể được đặt tên, như SRTX-a, SRTX-b, SRTX-c, ban đầu có nguồn gốc từ Atractaspis engaddensis. Mỗi loại chứa hai mươi mốt amino acid tự động gấp lại thành cấu trúc cấp ba xác định với hai liên kết interchain-cysteine (liên kết disulfide) và đuôi kỵ nước dài. Ngoài ra còn có các hợp chất khác, tuy nhiên, chúng chủ yếu là dẫn xuất của các hợp chất được đề cập trước đó. Sự khác biệt chính trong họ endothelin và sarafotoxin xuất hiện ở đầu N của peptid, vì đầu C trong tất cả chúng đều gần giống nhau.

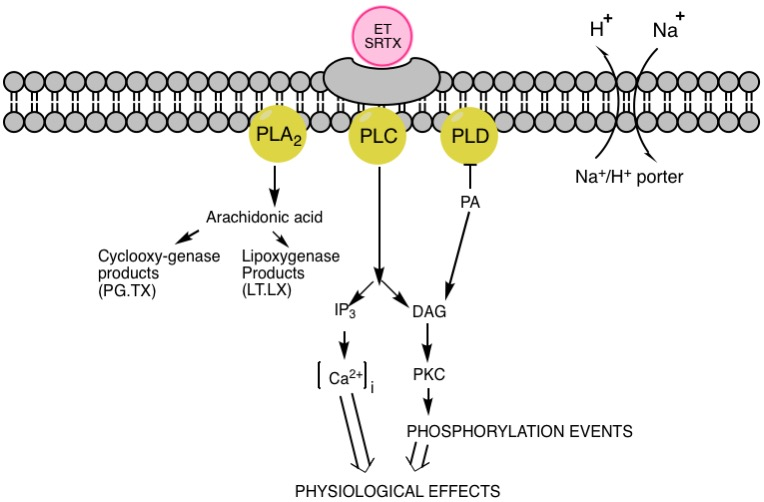
Sơ đồ con đường sơ đồ Safarotoxin (và endothelin).

## Lịch sử
Năm 1989, vài tháng sau khi báo cáo phát hiện và mô tả cấu trúc của endothelin, các chuỗi sarafotoxin đầu tiên đã được xuất bản, SRTX-a, SRTX-b, SRTX-c. Sự tương đồng với cấu trúc nội mô đã làm dấy lên các thí nghiệm so sánh cả hai nhóm và chứng minh hoạt động liên quan của chúng trong các đối tượng được thử nghiệm.
Trong cùng năm đó (1989), bài báo mô tả tổng hợp SRTX-b đã được xuất bản, với phân tích hoạt động co mạch của các hợp chất tổng hợp. Nó đã được chứng minh rằng SRTX-b và ET-1 / ET-3 chia sẻ cùng một trang web ràng buộc, tuy nhiên, hiệu quả của chúng khác nhau.

## Tổng hợp
SRTX có nhiều trong nọc độc, trong khi ET có mặt ở nồng độ thấp ở động vật có vú.
Cả hai, ET và SRTX đều được tạo ra trong cơ thể bởi sự phân tách protein từ các tiền chất lớn hơn. Chúng cũng có thể được sản xuất bằng phương pháp tổng hợp peptide pha rắn và gấp tự nhiên trong ống nghiệm với năng suất cao thành các cấu trúc bậc ba bản địa với sự ghép cặp disulfide chính xác của cystein.
SRTX hoàn thành chuỗi cDNA bao gồm 1948 cặp base (bp) mã hóa cho một tiền polypeptide của 543 amino acid bắt đầu bằng một methionine bắt đầu dịch mã theo sau là một đặc tính peptide kỵ nước của chuỗi tín hiệu. Trình tự amino acid bao gồm một chuỗi gồm 39 dư lượng amino acid tiếp theo là 11 trình tự của 40 dư lượng, mỗi chuỗi chứa một trình tự SRTX trước 19 amino acid spacer. Đồng dạng SRTX-c có nhiều nhất trong nọc độc và cũng là đồng dạng có số lượng bản sao lớn nhất (năm trong tất cả) trong tiền thân.

## Độc tính

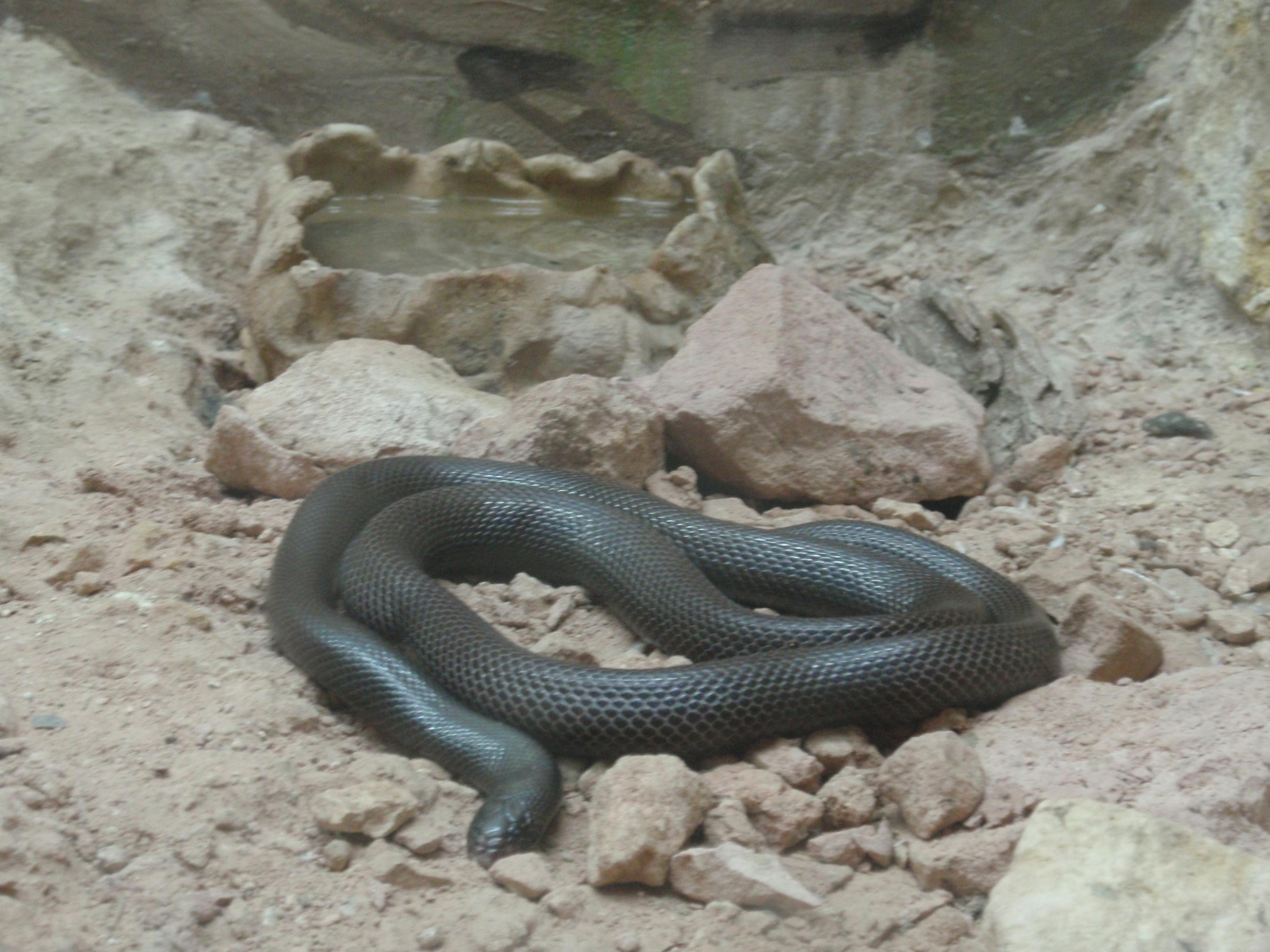
Atractaspis engaddensis

SRTX-b và SRTX-a rất nguy hiểm và gây ngừng tim và tử vong ở chuột trong vòng vài phút sau khi tiêm tĩnh mạch, LD50 cho chuột được phát hiện trong khoảng 0,015 mg/kg trọng lượng cơ thể và LD 50 0,3 mg/kg trong trường hợp SRTX-c.

## Tác động
Ở người có những tác động cục bộ xuất hiện trong vòng vài phút: phù, ban đỏ và tê, sau đó là các tác dụng toàn thân bao gồm suy yếu, đổ mồ hôi, xanh xao, dao động về mức độ ý thức, nôn mửa, tiêu chảy không chảy máu, huyết áp cao, gan tổn thương, xuất huyết, khó thở, thiếu oxy, tăng huyết áp và rối loạn hoạt động của tim.
Các báo cáo về rối loạn tim mô tả một khoảng PR kéo dài và những thay đổi trong phân đoạn ST. Các rối loạn tim có thể là do tác động trực tiếp của nọc độc đến tim hoặc do thiếu oxy do rối loạn hô hấp.

## Nghiên cứu và sử dụng lâm sàng
Lauer-Lĩnh vực et al. (2007), đang sử dụng SRTX-b bị cắt ngắn hạn C để hoạt động như một chất ức chế metallicoproteinase ma trận. Việc loại bỏ đầu C loại bỏ hoạt động gây co mạch độc hại của nó và cả hoạt tính ức chế metallicoproteinase ma trận, tuy nhiên với những thay đổi amino acid tiếp theo, hoạt động ức chế ma trận metallicoproteinase được lấy lại và tăng cường. Sarafotoxin biến đổi này rất hữu ích để điều trị một số bệnh lý bao gồm viêm khớp, bệnh tim mạch và di căn tế bào khối u.